# گمینا لیپنگتسا
گمینا لیپنگتسا (به لهستانی:  Gmina Lipnica) یک گمینا در لهستان است که در شهرستان بتوف واقع شده‌است. گمینا لیپنگتسا ۳۰۹٫۵۷ کیلومتر مربع مساحت و ۴٬۷۹۶ نفر جمعیت دارد.